# 黄金洞乡 (平江县)
黄金洞乡，中华人民共和国湖南省岳阳市平江县下属的一个镇，位于平江县东南部。因境内有四十八洞盛产黄金故名。

## 建制沿革
- 1958年，设黄金公社；
- 1982年，改名黄金洞公社
- 1995年，撤区并乡为黄金洞乡。

## 行政区划
黄金洞乡下辖15个行政村：
- 金福村、金唐村、凤田村、石堰村、关上村、石田村、黄湘村、大黄村、天林村、茶段村、启明村、大福村、抛石村、金梅村、金星村